# Provinz Luxemburg
Die Provinz Luxemburg (französisch Luxembourg, wallonisch Lussimbork) ist eine Provinz im wallonischen Landesteil Belgiens. Die Provinz liegt im Südosten Belgiens an der Grenze zum heutigen Großherzogtum Luxemburg. Provinzhauptstadt ist Arlon (deutsch und luxemburgisch Arel, niederländisch Aarlen).
Luxemburg ist die flächenmäßig größte Provinz Belgiens, hat aber zugleich auch die wenigsten Einwohner. Sie ist in fünf Verwaltungsbezirke eingeteilt.
Der Baraque de Fraiture westlich von Vielsalm ist mit 652 m O.P. die höchste Erhebung der Provinz.

## Geschichte
Das Gebiet gehörte zur Zeit des Deutschen Bundes zum Großherzogtum Luxemburg. Großherzog war zu jener Zeit in Personalunion der niederländische König. Nach der Belgischen Revolution von 1830 und der daraus folgenden Abspaltung der südlichen Provinzen des Königreiches der Vereinigten Niederlande wurde im Vertrag von London 1839 das damalige Luxemburg zwischen Belgien und den Niederlanden aufgeteilt. Die Teilung verlief nur zum Teil entlang der deutsch-französischen Sprachgrenze. So wurde die seit Jahrhunderten deutschsprachige Region Arelerland zugeschlagen, mit dem Resultat, dass das Luxemburgische in dieser Region fast vollständig vom Französischen verdrängt und ersetzt worden ist. In den letzten Jahren nimmt das Luxemburgische jedoch wieder an Bedeutung zu.

## Bezirke
Die Provinz Luxemburg ist in fünf Bezirke untergliedert. Diese werden auf Französisch als arrondissements und auf Niederländisch als arrondissementen bezeichnet. Manchmal wird die Bezeichnung Arrondissement auch auf Deutsch verwendet, obwohl Bezirk der amtliche Begriff ist.
| Bezirk            | Gemeinden | Einwohner 1. Januar 2024 | Fläche km² | Dichte Einw./km² | NIS- Code |
| ----------------- | --------- | ------------------------ | ---------- | ---------------- | --------- |
| Arlon             | 05        | 65.565                   | 317,28     | 207              | 81000     |
| Bastogne          | 07        | 50.851                   | 1.042,99   | 49               | 82000     |
| Marche-en-Famenne | 09        | 57.667                   | 953,70     | 60               | 83000     |
| Neufchâteau       | 12        | 65.901                   | 1.354,57   | 49               | 84000     |
| Virton            | 10        | 55.162                   | 771,17     | 72               | 85000     |
| Provinz Luxemburg | 43        | 295.146                  | 4.439,71   | 66               | 80000     |

## Gemeinden
Die Provinz umfasst insgesamt 43 Gemeinden (siehe Infobox für die Lage der Gemeinde in der Provinz):
1. Arlon
2. Attert
3. Aubange
4. Bastogne
5. Bertrix
6. Bouillon
7. Chiny
8. Daverdisse
9. Durbuy
10. Érezée
11. Étalle
12. Fauvillers
13. Florenville
14. Gouvy
15. Habay
16. Herbeumont
17. Hotton
18. Houffalize
19. La Roche-en-Ardenne
20. Léglise
21. Libin
22. Libramont-Chevigny
23. Manhay
24. Marche-en-Famenne
25. Martelange
26. Meix-devant-Virton
27. Messancy
28. Musson
29. Nassogne
30. Neufchâteau
31. Paliseul
32. Rendeux
33. Rouvroy
34. Sainte-Ode
35. Saint-Hubert
36. Saint-Léger
37. Tellin
38. Tenneville
39. Tintigny
40. Vaux-sur-Sûre
41. Vielsalm
42. Virton
43. Wellin

Ein Teil der kommunalen Aufgaben der Gemeinden wird von der Intercommunale IDELUX besorgt.

## Politik

### Provinzrat
- PS: 4
- Ecolo: 2
- DéFI: 0
- LE: 18
- MR: 13
- FN: 0

Nach der Wahl kam es zu einer Koalition aus LE und Ecolo.
- LE: 18
- Ecolo: 2
- MR: 13
- PS: 4
- DéFI: 0
- FN: 0

- PS: 46
- Ecolo: 13
- DéFI: 0
- LE: 84
- MR: 71
- FN: 0

## Wirtschaft
Im Vergleich mit dem Bruttoinlandsprodukt pro Kopf der Europäischen Union ausgedrückt in Kaufkraftstandards erreicht die Provinz Luxemburg im Jahr 2015 einen Index von 75 (EU-25: 100), deutlich niedriger als der belgische Durchschnitt von 119. Luxemburg erbringt damit die niedrigste Pro-Kopf-Wirtschaftsleistung unter allen belgischen Provinzen.
Im Jahr 2023 betrug die Arbeitslosenquote etwa 8 %, deutlich unter dem wallonischen Durchschnitt von rund 12 %, aber über dem nationalen Durchschnitt Belgiens.

## Verflechtungen mit dem Großherzogtum Luxemburg
In den 2020er-Jahren prägte der wachsende Grenzpendelverkehr zum Großherzogtum Luxemburg die Provinz zunehmend: 2024 lebten rund 295.000 Menschen in der Provinz Luxemburg, und etwa 38.000 ihrer Einwohner arbeiteten regelmäßig im Ausland – überwiegend im Großherzogtum –, womit die Provinz Luxemburg den höchsten Anteil belgischer Auspendler stellt (Stand 2024). Zugleich zählte Luxemburg insgesamt 222.380 Grenzpendler (Q1 2023), davon rund 23 % aus Belgien; die Zahl belgischer Pendler nach Luxemburg stagnierte 2024 leicht (−0,2 % ggü. 2023), während Studien eine räumliche Ausweitung der Pendelzonen seit 2014 belegen. Die Nähe zum luxemburgischen Arbeits- und Wohnungsmarkt zeigt sich auch in der Binnenwanderung: Regionen nahe der Grenze verzeichnen anhaltend überdurchschnittliches Bevölkerungswachstum (z. B. von etwa 267.000 im Jahr 2009 auf rund 295.000 im Jahr 2024). Schließlich zeigt sich die zunehmende Verflechtung in den Staatsangehörigkeitsdaten: 516 belgische Staatsangehörige erhielten 2023 die luxemburgische Staatsangehörigkeit; insgesamt erfolgten Erwerbe in erster Linie über Option und Recouvrement (u. a. bei Herkunftsbezug), 2023 bzw. 2024 waren es 11.904 bzw. 7.415 Einbürgerungen insgesamt.
Im Grenzraum hat parallel die Sichtbarkeit des Luxemburgischen wieder zugenommen, u. a. durch Luxemburgisch-Kurse in Arlon (sowohl durch kommunale Erwachsenenbildung als auch private Anbieter) sowie grenzüberschreitende Kulturprogramme.

## Kultur und Sehenswürdigkeiten
Ein Museum zur Kultur der Provinz ist das Freilichtmuseum Fourneau Saint Michel mit einer landwirtschaftlichen und einer montanhistorischen Abteilung. Bei Wéris finden sich bedeutende Megalithanlagen. Das Museum der Kelten in Libramont-Chevigny beherbergt archäologische Forschungsergebnisse. Die mittelalterlichen Burgen von Bouillon und La Roche-en-Ardenne sind markante Wahrzeichen der Ardennen. Das Euro Space Center bei Transinne bietet eine interaktive Auseinandersetzung mit Raumfahrt und Astronomie. Mehrere Museen und Gedenkstätten, wie das Musée de la Bataille des Ardennes in La Roche-en-Ardenne, erinnern an die Ardennenschlacht im Zweiten Weltkrieg.